# Омар Хайям
Гия́с-ад-Ди́н Абу-ль-Фатх Ома́р ибн Ибрахи́м Хайя́м Нишапури́ (перс. غیاث الدین ابوالفتح عمر بن ابراهیم خیام نیشابورﻯ‎, Ома́р Хайя́м (перс. عمر خیام‎); 18 мая 1048, Нишапур, Государство Сельджукидов или Hira, Государство Сельджукидов — 4 декабря 1131, Нишапур, Государство Сельджукидов) — персидский философ, математик, астроном и поэт. Известен во всём мире как выдающийся поэт, автор цикла философских рубаи; считается национальным поэтом в Иране, Таджикистане и Афганистане.
Внёс вклад в алгебру построением классификации кубических уравнений и их решением с помощью конических сечений. Омар Хайям также известен созданием самого точного из ныне используемых календарей. Учениками Хайяма были такие учёные, как Музаффар аль-Асфизари и Абдуррахман аль-Хазини.

## Имя
Гияс ад-Ди́н Абу-ль-Фатх Ома́р ибн Ибрахим Хайя́м Нишапури́.
- غیاث ‌الدین Гияс-ад-Дин — хитаб, «помощь религии».
- ابوالفتح  Абу-ль-Фатх — кунья.
- عمر Омар — исм (личное имя).
- بن ابراهیم ибн Ибрахим — насаб, «сын Ибрахима».
- خیام Хайям  — тахаллус, «палаточный мастер» (предположительно, указание на ремесло отца; от слова «хайма» — палатка, от этого же слова предположительно происходит старорусское «хамовник» — текстильщик).
- نیشابورﻯ Нишапури — нисба, «из Нишапура».

## Биография
Родился в городе Нишапур, который находится в Хорасане (ныне иранская провинция Хорасан-Резави). Омар был сыном палаточника, также у него была младшая сестра по имени Аиша. В 8 лет начал глубоко заниматься математикой, астрономией, философией. В 12 лет Омар стал учеником Нишапурского медресе. Позднее обучался в медресе Балха, Самарканда и Бухары. Там он с отличием окончил курс по мусульманскому праву и медицине, получив квалификацию хаки́ма, то есть врача. Но медицинская практика его мало интересовала. Изучал сочинения известного математика и астронома Сабита ибн Курры, труды греческих математиков.
В возрасте шестнадцати лет Хайям пережил первую в своей жизни утрату: во время эпидемии умер его отец, а потом и мать. Омар продал отцовский дом и мастерскую и отправился в Самарканд. В то время это был признанный на Востоке научный и культурный центр. В Самарканде Хайям становится вначале учеником одного из медресе, но после нескольких выступлений на диспутах он настолько поразил всех своей учёностью, что его сразу же сделали наставником.
Годы преподавания Хайяма, сменившие годы его обучения, были полны бедствий и странствий, и не приносили ему ни материального обеспечения, ни достаточного времени для научных занятий. В те времена учёные могли регулярно заниматься наукой только при дворе правителя, занимая должности секретаря, поэта, врача или астролога, что делало их судьбу зависимой от милости, нрава и капризов правителя, а также придворных интриг. Но наиболее тяжёлым бичом этой эпохи были жестокие войны, приводившие к опустошению целых городов и стран. Невзгоды, которые пришлось испытать Хайяму, несомненно, усугублялись тем, что его молодость совпала с первыми годами сельджукскоrо завоевания. Позже в предисловии к своей «Алгебре» Хайям напишет горькие слова:

Мы были свидетелями гибели учёных, от которых осталась небольшая многострадальная кучка людей. Суровость судьбы в эти времена препятствует им всецело отдаться совершенствованию и углублению своей науки. Большая часть тех, которые в настоящее время имеют вид учёных, одевают истину ложью, не выходя в науке за пределы подделки и лицемерия. И если они встречают человека, отличающегося тем, что он ищет истину и любит правду, старается отвергнуть ложь и лицемерие и отказаться от хвастовства и обмана, они делают его предметом своего презрения и насмешек.

Как и другие крупные учёные того времени, Омар не задерживался подолгу в каком-то городе. Всего через четыре года он покинул Самарканд и переехал в Бухару, где начал работать в хранилищах книг. За десять лет, что учёный прожил в Бухаре, он написал четыре фундаментальных трактата по математике.
В 1074 году его пригласили в Исфахан, центр государства Сельджукидов, ко двору сельджукского султана Мелик-шаха I. По инициативе и при покровительстве главного шахского визиря Низам аль-Мулька Омар становится духовным наставником султана. Через два года Мелик-шах назначил его руководителем дворцовой обсерватории, одной из крупнейших в мире. Работая на этой должности, Омар Хайям не только продолжал занятия математикой, но и стал известным астрономом. С группой учёных он разработал солнечный календарь, более точный, чем григорианский. Составил «Маликшахские астрономические таблицы», включавшие небольшой звёздный каталог. Здесь же написал «Комментарии к трудностям во введениях книги Евклида» (1077 г.) из трёх книг; во второй и третьей книгах исследовал теорию отношений и учение о числе. 
Однако в 1092 году, со смертью покровительствовавшего ему султана Мелик-шаха и визиря Низам аль-Мулька, исфаханский период его жизни заканчивается. Годы правления вдовы Мелик-шаха, Туркан-хатун, и его преемника султана Санджара были тяжёлыми для Хайяма. Поэт был вынужден покинуть сельджукскую столицу.
О последних часах жизни Хайяма известно со слов его младшего современника — Бейхаки, ссылающегося на слова зятя поэта.

Однажды во время чтения «Книги об исцелении» Абу Али ибн Сины Хайям почувствовал приближение смерти (а было тогда ему уже за восемьдесят). Остановился он в чтении на разделе, посвященном труднейшему метафизическому вопросу и озаглавленному «Единое во множественном», заложил между листов золотую зубочистку, которую держал в руке, и закрыл фолиант. Затем он позвал своих близких и учеников, составил завещание и после этого уже не принимал ни пищи, ни питья. Исполнив молитву на сон грядущий, он положил земной поклон и, стоя на коленях, произнёс: «Боже! По мере своих сил я старался познать Тебя. Прости меня! Поскольку я познал Тебя, постольку я к Тебе приблизился». С этими словами на устах Хайям и умер.

В году 1113 в Балхе, на улице Работорговцев, в доме Абу Саида Джарре остановились ходжа имам Хайям и ходжа имам Музаффар Исфизари, а я присоединился к услужению им. Во время пира я услышал, как Доказательство Истины Омар сказал: «Могила моя будет расположена в таком месте, где каждую весну ветерок будет осыпать меня цветами». Меня эти слова удивили, но я знал, что такой человек не станет говорить пустых слов. Когда в году 1135 я приехал в Нишапур, прошло уже четыре года с тех пор, как тот великий закрыл лицо своё покрывалом земли и низкий мир осиротел без него. И для меня он был наставником. В пятницу я пошёл поклониться его праху и взял с собой одного человека, чтобы он указал мне его могилу. Он привёл меня на кладбище Хайре. Я повернул налево и у подножия стены, отгораживающей сад, увидел его могилу. Грушевые и абрикосовые деревья свесились из этого сада и, распростёрши над могилой цветущие ветви, всю могилу его скрыли под цветами. И мне пришли на память те слова, что я слышал от него в Балхе, и я разрыдался, ибо на всей поверхности земли и в странах Обитаемой четверти я не увидел бы для него более подходящего места. Бог, Святой и Всевышний, да уготовит ему место в райских кущах милостью своей и щедростью!

## Научная деятельность

### Математика
Хайяму принадлежит «Трактат о доказательствах задач алгебры и алмукабалы», в котором даётся классификация уравнений и излагается решение уравнений 1-й, 2-й и 3-й степени. В первых главах трактата Хайям излагает алгебраический метод решения квадратных уравнений, описанный ещё ал-Хорезми. В следующих главах он развивает геометрический метод решения кубических уравнений, восходящий к Архимеду: корни данных уравнений в этом методе определялись как общие точки пересечения двух подходящих конических сечений. Хайям привёл обоснование этого метода, классификацию типов уравнений, алгоритм выбора типа конического сечения, оценку числа (положительных) корней и их величины. Хайям не заметил, что кубическое уравнение может иметь три положительных действительных корня. До явных алгебраических формул Кардано Хайяму дойти не удалось, но он высказал надежду, что явное решение будет найдено в будущем.
Во введении к данному трактату Омар Хайям даёт первое дошедшее до нас определение алгебры как науки, утверждая: алгебра — это наука об определении неизвестных величин, состоящих в некоторых отношениях с величинами известными, причём такое определение осуществляется с помощью составления и решения уравнений.
В 1077 г. Хайям закончил работу над важным математическим трудом — «Комментарии к трудностям во введениях книги Евклида». Трактат состоял из трёх книг; первая содержала оригинальную теорию параллельных прямых, вторая и третья посвящены усовершенствованию теории отношений и пропорций. В первой книге Хайям пытается доказать V постулат Евклида и заменяет его более простым и очевидным эквивалентом: Две сходящиеся прямые должны пересечься; по сути, в ходе этих попыток Омар Хайям доказал первые теоремы геометрий Лобачевского и Римана.
Далее он рассматривает в своём трактате иррациональные числа как вполне законные, хотя впервые использовал и принимал иррациональные числа в качестве решений и коэффициентов уравнений ещё Абу Камил. Хайям определяет равенство двух отношений как последовательное равенство всех подходящих частных в алгоритме Евклида. Евклидову теорию пропорций он заменил численной теорией.
При этом в третьей книге «Комментариев», посвящённой составлению (то есть умножению) отношений, Хайям по-новому трактует связь понятий отношения и числа. Рассматривая отношение двух непрерывных геометрических величин A и B, он рассуждает так: «Выберем единицу и сделаем её отношение к величине G равным отношению A к B, и будем смотреть на величину G как на линию, поверхность, тело или время; но будем смотреть на неё как на величину, отвлечённую разумом от всего этого и принадлежащую к числам, но не к числам абсолютным и настоящим, так как отношение A к B часто может не быть числовым… Следует, что бы ты знал, что эта единица является делимой и величина G, являющаяся произвольной величиной, рассматривается как число в указанном выше смысле». Высказавшись за введение в математику делимой единицы и нового рода чисел, Хайям теоретически обосновал расширение понятия числа до положительного действительного числа.
Ещё одна математическая работа Хайяма — «Об искусстве определения количества золота и серебра в состоящем из них теле» — посвящена классической задаче на смешение, впервые решённой ещё Архимедом.

### Астрономия
Хайям возглавлял группу астрономов Исфахана, которая в правление сельджукского султана Джалал ад-Дина Малик-шаха разработала принципиально новый солнечный календарь. Он был принят официально в 1079 г. Основным предназначением этого календаря была как можно более строгая привязка Новруза (то есть начала года) к весеннему равноденствию, понимаемому как вхождение солнца в зодиакальное созвездие Овна. Так, 1 фарвардина (Новруз) 468 солнечного года хиджры, в которое был принят календарь, соответствовало пятнице, 9 рамазана 417 лунного года хиджры, и 19 фарвардина 448 года эры Йездигерда (15 марта 1079 г.). Для отличия от зороастрийского солнечного года, называвшегося «древним» или «персидским», новый календарь стали называть по имени султана — «Джалали» или «Малеки». Количество дней в месяцах календаря «Джалали» варьировало в зависимости от сроков вступления солнца в тот или иной зодиакальный знак и могло колебаться от 29 до 32 дней. Были предложены и новые названия месяцев, а также дней каждого месяца по образцу зороастрийского календаря. Однако они не прижились, и месяцы стали именоваться в общем случае именем соответствующего знака зодиака.
С чисто астрономической точки зрения календарь «Джалали» был точнее, чем древнеримский юлианский календарь, применявшийся в современной Хайяму Европе, и точнее, чем позднейший европейский григорианский календарь. Вместо цикла «1 високосный на 4 года» (юлианский календарь) или «97 високосных на 400 лет» (григорианский календарь) Хайямом принято было соотношение «8 високосных на 33 года». Другими словами, из каждых 33-х лет 8 были високосными и 25 обычными. Этот календарь точнее всех других известных соответствует году весенних равноденствий. Проект Омара Хайяма был утверждён и лёг в основу иранского календаря, который вплоть до настоящего времени действует в Иране в качестве официального с 1079 года.
Хайям составил «Маликшахов зидж», включающий звёздный каталог 100 ярких звёзд и посвящённый сельджукскому султану Маликшаху ибн Алп Арслану. Наблюдения зиджа датированы 1079 годом («на начало [первого] года високоса малики»); рукопись не сохранилась, но существуют списки с неё.

## Творчество
При жизни Хайям был известен исключительно как выдающийся учёный. На протяжении всей жизни он писал стихотворные афоризмы (рубаи), в которых высказывал свои сокровенные мысли о жизни, о человеке, о его знании в жанрах хамрийят и зухдийят. С годами количество приписываемых Хайяму четверостиший росло и к XX веку превысило 5000. Возможно, свои сочинения приписывали Хайяму все те, кто опасался преследований за вольнодумство и богохульство. Точно установить, какие из них действительно принадлежат Хайяму (если он вообще сочинял стихи), практически невозможно. Некоторые исследователи считают возможным авторство Хайяма в отношении 300—500 рубаи.
Долгое время Омар Хайям был забыт. По счастливой случайности тетрадь с его стихами попала в викторианскую эпоху в руки английского поэта Эдварда Фицджеральда, который перевёл многие рубаи сначала на латынь, а потом на английский. В начале XX века рубаи в весьма вольном и оригинальном переложении Фицджеральда стали едва ли не самым популярным произведением викторианской поэзии.

### Математические, естественно-научные и философские трактаты
- Хайям Омар. О доказательстве задач алгебры и алмукабалы. Историко-математические исследования, 6, 1953. — С. 15—66.
- Хайям Омар. Комментарии к трудным постулатам книги Евклида. Историко-математические исследования, 6, 1953. — С. 67—107.
- Хайям Омар. Об искусстве определения золота и серебра в состоящем из них теле. Историко-математические исследования, 6, 1953. — С. 108—112.
- Хайям Омар. Трактаты. Дата обращения: 15 декабря 2009. / Перевод А. П. Юшкевича. Статья и комментарии Б. А. Розенфельда и А. П. Юшкевича. — М.: Изд. вост. лит., 1961.
- Хаййам Омар. Трактаты. / Перевод Б. А. Розенфельда. Редакция В. С. Сегаля и А. П. Юшкевича. Статья и комментарии Б. А. Розенфельда и А. П. Юшкевича. — М., 1962.
- Хайям Омар. Первый алгебраический трактат. Историко-математические исследования, 15, 1963. — С. 445—472.
- Хайям Омар. О прямом кустасе. Историко-математические исследования, 19, 1974. — С. 274—278.
- Хайям Омар. Речь о родах, которые образуются квартой. Историко-математические исследования, 19, 1974. — С. 279—284.

### Издания рубаи на русском языке
Первым стал переводить Омара Хайяма на русский язык В. Л. Величко (1891). Хрестоматийный перевод рубаи на русский язык (1910) выполнил Константин Бальмонт.
Некоторые русскоязычные издания рубаи:
- Омар Хайям. Четверостишия избранные, в переводе Ивана Тхоржевского.. Сталинабад, 1954.
- Омар Хайям. Рубайят / Подготовка текста, перевод и предисловие Р. М. Алиева и М. Н. О. Османова под редакцией Е. Э. Бертельса. Две части. — М.: Изд-во восточной литературы, 1959.
- Омар Хайям. Рубайят / Перевёл с таджикского-фарси Владимир Державин. — Душанбе, Изд-во «ИРФОН», 1965.
- Омар Хайям. Рубаи. Пер. с фарси // Библиотека всемирной литературы, серия 1. — Т. 21. Ирано-Таджикская поэзия. — М.: Худ. литература, 1974. — С. 101—124.
- Омар Хайям. Рубаи. — Ташкент, изд.-во ЦК КП Узбекистана, 1978. — 104 с. — 200 000 экз.
- Омар Хайям. Рубаи: Лучшие переводы / Сост.,вступ.статья, примеч. Ш. М. Шамухамедова. — Ташкент, Изд.-во ЦК Компартии Узбекистана, 1982. — 128 с., 7 вкл. л., 200 000 экз. (Избранная лирика Востока. Издание второе, дополненное)
- Омар Хайям. Рубаи. Перевод С. Северцева // Великое Древо. Поэты Востока. М., 1984, с. 282—284.
- Омар Хайям. Рубаи: Пер. с перс.-тадж. / Вступ. ст. З. Н. Ворожейкиной и А. Ш. Шахвердова; Сост. и примеч. А. Ш. Шахвердова. — Л.: Сов. писатель, 1986. — 320 с. Тираж 100 000 экз. (Библиотека поэта. Большая серия. Издание третье).
- Омар Хайям. Рубайят. Пер. О. Румера; [вступ. ст. О. Румера; сост., коммент. И. Осипова]. — М.: Эксмо, 2008. — 256 с., ил. — (Стихи и биографии) — 5 000 экз.
- Омар Хайям. Рубаи. Полное собрание / Омар Хайям, пер. с перс. И. А. Голубева. — М.: РИПОЛ классик, 2008. — 608 с.: ил. — (Умная книга в подарок).
- Омар Хайям: Рубайят. Сопоставление переводов / Малкович Р.Ш.. — СПб.: Издательство РХГА, 2012. — 696 с. — 500 экз. — ISBN 978-5-88812-542-7.

## Память
- В 1963 году над гробницей Омара Хайяма в Нишапуре установлен мавзолей иранского архитектора Хушенга Сейхуна.
- Хотя прижизненных изображений Омара Хайяма не сохранилось и его облик неизвестен, памятники поэту были установлены во многих странах (например, в Нишапуре, Ашхабаде, Бухаресте).
- В 1970 году Международный астрономический союз присвоил имя Омара Хайяма кратеру на обратной стороне Луны.
- 31 мая 1988 года в честь Омара Хайяма назван астероид (3095) Омархайям, открытый в 1980 году советским астрономом Л. В. Журавлёвой.
- В июне 2009 года Иран подарил отделу Организации Объединённых Наций в Вене (Австрия) Павильон персидских учёных, размещённый на центральной площади Мемориала Венского международного центра. Павильон персидских учёных включает в себя статуи четырёх известных учёных: Авиценны, Бируни, Закарии Рази (Рейз), Омара Хайяма[33]
- Первый в России памятник иранскому поэту и философу Омару Хайяму открыли 4 августа 2016 года, в Астрахани в парке Студенческий возле АГУ под стихи на персидском языке[34]

- Мавзолей Омара Хайяма
- Памятник Омару Хайяму в Бухаресте
- Статуя Омара Хайяма в составе Павильона персидских учёных перед офисом ООН в Вене, Австрия
- Рубаи Омара Хайяма на Моричу Хани в Сараеве
- Рубаи Омара Хайяма
- Изображение Омара Хайяма
- Планетарий имени Омара Хайяма в Нишапуре

## Образ в искусстве

### В литературе
- Гулиа Г. Д. Сказание об Омаре Хайяме. — М.: Художественная литература, 1980. — 432 с.
- Симашко Морис, Хадж Хайяма. — «Избранное», Алма-Ата, «Жазушы», 1983. — С. 400—423.
- Ильясов Я.  Заклинатель змей; Башня молчания: Повести. — Ташкент: Изд-во лит. и искусства, 1986. — 496 с.
- Амин Маалуф. «Самарканд»

### В театре
- В 1935 году азербайджанский писатель Гусейн Джавид написал пьесу «Хайям», посвящённую Омару Хайяму,

### В кино
- «Омар Хайям» / «Omar Khayham» (1924) — США, в роли Фил Данхэм;
- «Омар Хайям» / «Omar Khayyam» (1957) — США, в главной роли Корнел Уайлд;
- «Омар Хайям» / «Ömer Hayyam» (1973) — Турция, в роли Орчун Сонат / Orçun Sonat.
- «Омар Хайям» / «Omar Al-Khayyam» (2002) — США, в роли Джихад Саад / Jihad Saad;
- «Хранитель: Легенда об Омаре Хайяме» (2005) — США, в главной роли — Бруно Ластра;
- «Прорицатель Омар Хайям. Хроника легенды» (2012) — Россия, сериал из 8 серий, в главной роли — Роман Матюнин;
- «Ассасины. Начало» (2024)» - Египет, сериал, в роли Николас Муавад.